# Dexia flavipes
Dexia flavipes är en tvåvingeart som beskrevs av Daniel William Coquillett 1898. Dexia flavipes ingår i släktet Dexia och familjen parasitflugor. Inga underarter finns listade i Catalogue of Life.